# Падіння Гіперіона
«Падіння Гіперіона» (англ. The Fall of Hyperion) — науково-фантастичний роман американського письменника Дена Сіммонса 1990 року. Друга книга тетралогії «Пісні Гіперіона». Роман є прямим продовженням першого роману серії — «Гіперіон».

## Сюжет
Джон Северн, кібрид письменника Джона Кітса (штучний інтелект на основі його особистості, поміщений в тіло клона), розповідає сенаторці Гегемонії людства Міні Ґледстон, що він знає про подорож паломників до Гробниць Часу на планеті Гіперіон. Семеро паломників було відправлено туди, щоб вони зустрілися з легендарним Ктирем і той виконав їхнє бажання врятувати Гегемонію від війни з Вигнанцями.
На підході до Гробниць Часу паломники потрапляють у піщану бурю. Священник Лінар Гойт, сподіваючись позбутись там від паразита хрестоформи, самотужки входить у Нефритову Гробницю. Там він намагається здійснити самогубство, але з'являється Ктир і ранить його. Ламія Брон, вирушивши на пошуки зниклого, стріляє в Ктиря, але той зникає. Федман Кассад сподівається знайти тут свою примарну коханку Монету, що насилала йому видіння, та вбити її.
Вцілілі паломники вимагають, аби консул викликав допомогу тяжко пораненому Гойту. Консул неохоче погоджується, паломники переховуються від бурі в Гробницях. Тим часом Кассад переслідує загадкового снайпера, якого вважає Монетою. На ранок тіло Гойта перероджується в Поля Дюре, чию хрестоформу той носив на собі.
Кассад знаходить Монету на вершині Кришталевого моноліта, проте вона не пам'ятає його, позаяк рухається назад у часі. Вони сходяться в двобої, де Монета врешті перемагає, ґвалтує Кассада, після чого покриває його броню металом, з якого складається і Ктир. Вона повідомляє, що не служить Ктиреві, але є його немесидою й хранителькою. Ктир виникає поруч та забирає Монету й Кассада в міжпросторовий портал.
У паломників лишається обмаль їжі, тому вони посилають Ламію та Силена на її пошуки. Силен приходить у покинуте Місто поетів, де жив раніше, щоб завершити поему «Гіперіонові пісні». Там його схоплює Ктир і насаджує на шипи Древа Болю, де той через біль знаходить натхнення закінчити свій твір. Ламія добуває припаси, але втрачає свідомість, коли її атакує Ктир. Вона отямлюється у віртуальній реальності ТехноКорду, де знайомиться зі ШтІном на основі Джона Кітса, схожим на того, з яким була знайома раніше. Той приводить Ламію до ШтІна Уммона, лідера прихильних до людей ШтІнів, де вона дізнається про плани інших штучних інтелектів створити Абсолютний інтелект — власного Бога, здатного передбачити будь-яку подію у Всесвіті. В майбутньому цей АбсІнт буде боротися проти АбсІнту, складеного розумами всього людства, і задля перемоги втрутиться в минуле. Уммон розповідає, що це він створив кібридів Джона Кітса, котрого його фракція вважає великим філософом. Уммон попереджає, що має обмаль часу, тому вбиває ШтІна, щоб Ламія отямилась.
Кассад розуміє, що після проходу крізь портал опинився з Монетою за кілька днів у майбутньому. Вигнанці десантуються на Гіперіон, Кассад розуміє — вони хочуть захопити контроль над Ктирем і з його допомогою знищити ТехноКорд. Але це також призведе до загибелі Гегемонії, залежної від ШтІнтів. Він переноситься в майбутнє Гіперіона, де відбувається битва людей з тисячами Ктирів за доступ до Гробниць Часу, котрі вирушають у минуле.
Сол доходить до Сфінкса, що веде в час у майбутньому, звідки були відправлені Гробниці, де Ктир забирає Рахіль. Ламія атакує його і розбиває на друзки, після чого доросла Рахіль повертається зі Сфінкса разом з малою самою собою — зціленою. Доросла Рахіль віддає дівчинку батькові, а сама повертається в Сфінкса, пояснивши, що вона і є Монета та повинна виконати важливе завдання в майбутньому.
Консул вирушає до столиці з метою забрати свій космічний корабель. Він потрапляє в руки злочинців, та його рятує генерал-губернатор планети Тео Лейн. Консул намагається завадити атаці Вигнанців, відчуваючи в цьому свою вину, та усвідомлює, що зрада ним Вигнанців була запланована ними. Він приходить до висновку, що війна з боку Гегемонії насправді контролюється ШтІнами ТехноКорду, а єдиний спосіб безкровно завадити їй — це зруйнувати Всемережжя. Ґледстон віддає наказ знищити портали, що ввергає Гегемонію в хаос. Обурений натовп збирається біля Будинку уряду. Ґледстон виходить до людей, змінивши розташування захисного поля, та гине через раптовий прорив натовпу.
За кілька місяців на Гіперіоні встановився порядок, громадяни колишньої Гегемонії мирно співіснують з Вигнанцями. Консул вирушає до інших планет дізнатися, що з ними сталося, взявши з собою Северна.

## Переклади українською
Українською роман було видано в 2017 році. Книга вийшла одночасно в трьох варіантах, що різняться форматом і оформленням:
- Ден Сіммонс. Падіння Гіперіона. Переклад з англійської: Богдан Стасюк та Олена Кіфенко; ілюстрації: Олег Кіналь. Тернопіль: «НК-Богдан». 2017. 512 стор. іл. (Серія «Чумацький шлях»). ISBN 978-966-10-4715-9
- Ден Сіммонс. Падіння Гіперіона. Переклад з англійської: Богдан Стасюк та Олена Кіфенко; Тернопіль: «НК-Богдан», 2017. — 608 стор. (Серія «Горизонти фантастики»). ISBN 978-966-10-4678-7
- Ден Сіммонс. Падіння Гіперіона. Переклад з англійської: Богдан Стасюк та Олена Кіфенко; Тернопіль: «НК-Богдан», 2017. — 816 стор. (Серія «Горизонти фантастики» (диван)). ISBN 978-966-10-5252-8